# Classe Jose Andrada
Pour les articles homonymes, voir Andrada.
La classe Jose Andrada est une classe de patrouilleurs côtiers en service depuis 1990 dans la Marine philippine.

## Histoire
En 1989, les Philippines ont passé une commande de 4 embarcations rapides de patrouille au chantier naval américain Trinity-Equitable ShipYards (ex-Halter-Marine Equitable) à La Nouvelle-Orléans (Louisiane). Le premier patrouilleur a été livré le 20 août 1990 et a été nommé BRP Jose Andrada (PG-370). Ce premier navire de la classe a pris le nom de Jose Andrada, qui fut l'un des officiers à l'origine de la première patrouille côtière du Commonwealth des Philippines. En avril 1990, les Philippines ont ordonné un navire supplémentaire et en août 3 autres navires. En mars 1993, onze autres navires ont été commandés. Un total de 22 navires furent donc acquis par les Philippines entre 1989 et 1999.
Début 2022 le BRP Heracleo Alano participe à la phase de test du projet BUHAWI, un tourelleau téléopéré développé aux Philippines.

## Équipements
Ils sont armés d'un canon M242 Bushmaster de 25 mm, de quatre mitrailleuses Browning M2HB de calibre 12,7 mm (deux positionnés à l'avant et deux à l'arrière) et deux mitrailleuses M60 de calibre 7,62 mm montées au milieu du navire. Seule la première tranche de bateaux (PC-370 à PC-378) n'est pas équipée du canon Bushmaster de 25 mm. Tous sont équipés d'un radar de recherche et de navigation Raytheon AN/SPS-64 (V)11. Un bateau pneumatique semi-rigide de 4 mètres est disponible au milieu du navire.

## Les unités
| Nom    | N°                       | Mise en service | Statut |
| ------ | ------------------------ | --------------- | ------ |
| PC-370 | BRP Jose Andrada         | 1990            | Actif  |
| PC-371 | BRP Enrique Jurado       | 1991            | Actif  |
| PC-372 | BRP Alfredo Peckson      | 1991            | Actif  |
| PC-374 | BRP Simeon Castro        | 1991            | Actif  |
| PC-375 | BRP Carlos Albert        | 1992            | Actif  |
| PC-376 | BRP Heracleo Alano       | 1992            | Actif  |
| PC-377 | BRP Liberato Picar       | 1992            | Actif  |
| PC-378 | BRP Hilario Ruiz         | 1995            | Actif  |
| PC-379 | BRP Rafael Pargas        | 1995            | Actif  |
| PC-380 | BRP Nestor Reinoso       | 1995            | Actif  |
| PC-381 | BRP Dioscoro Papa        | 1995            | Actif  |
| PC-383 | BRP Ismael Lomibao       | 1995            | Actif  |
| PC-384 | BRP Leovigildo Gantioqui | 1996            | Actif  |
| PC-385 | BRP Federico Martir      | 1996            | Actif  |
| PC-386 | BRP Filipino Flojo       | 1996            | Actif  |
| PC-387 | BRP Anastacio Cacayorin  | 1996            | Actif  |
| PC-388 | BRP Manuel Gomez         | 1996            | Actif  |
| PC-389 | BRP Teotimo Figoracion   | 1996            | Actif  |
| PC-390 | BRP Jose Loor Sr.        | 1997            | Actif  |
| PC-392 | BRP Juan Magluyan        | 1998            | Actif  |
| PC-393 | BRP Florencio Inigo      | 1998            | Actif  |
| PC-395 | BRP Felix Apolinario     | 2000            | Actif  |